# Mestna avtobusna linija št. 20 (Ljubljana)
Mestna avtobusna linija številka 20 NOVE STOŽICE P+R – FUŽINE P+R je ena izmed 33 avtobusnih linij javnega mestnega prometa v Ljubljani.  Poteka v smeri sever - vzhod in povezuje dve večji ljubljanski spalni naselji s centrom mesta, povezuje pa tudi dve parkirišči Parkiraj in se pelji (P+R).

## Zgodovina
Po izgradnji naselja Nove Stožice (BS 3) se je pokazala potreba po vzpostavitvi redne mestne avtobusne proge, ki bi povezala novo zgrajeno naselje s središčem mesta. Tako so 1978 odprli novo kratko progo številka 20 Reboljeva – Bavarski dvor. V začetku 80. let 20. stoletja pa so na drugem koncu Ljubljane pospešeno gradili stanovanjsko sosesko Nove Fužine. Tudi tam se je pojavila potreba po uvedbi nove avtobusne proge s središčem mesta, saj tedanji progi št. 10 in 11, ki sta vozili mimo naselja, nista bili več kos izjemnemu povečanju števila potnikov. Zato so  4. janurja 1983 uvedli progo št. 17 Fužine – Kongresni trg.  Obe kratki progi so združili v eno in 17. oktobra 1983 odprli novo progo št. 20 Stožice BS 3 – Fužine.  Zaradi velikega števila potnikov so 19. decembra istega leta na progi pričeli obratovati zgibni avtobusi. Na začetku 90. let 20. stoletja so končno obračališče v naselju BS 3 preimenovali v Nove Stožice. Poleti leta 2004 so zaradi varčevalnih ukrepov ukinili nedeljske vožnje avtobusov na progi 11, zato so podaljšali progo 20 od Fužin do Zaloga  (jeseni leta 2007 so jo preimenovali v linijo 20Z). 3. septembra 2007 so za ves promet zaprli ožje mestno središče, zato se je spremenila tudi trasa linij št. 20 in 20Z, ki sta pred tem vozili mimo Stolnice, preko Tromostovja in Prešernovega trga; preusmerili so ju skozi predor pod Gradom po Karlovški in Zoisovi cesti, zato se je vozni čas avtobusov podaljšal. 
Septembra 2010 je bil z izgradnjo garažne hiše in s podaljšanjem mestne linije št. 13 do Centra Stožice tam vzpostavljen sistem Parkiraj in se pelji (P+R); potnikom je zaradi bližine obračališča omogočen vstop tudi na liniji 20 in 20Z.
22. avgusta 2012 sta bili trasi linij št. 20 in 20Z zaradi nove prometne ureditve v Šempetru preusmerjeni preko novozgrajenega Fabianijevega mostu.
Decembra 2012 je bila garažna hiša s sistemom P+R odprta tudi ob križišču med Chengdujsko in Zaloško cesto ob obračališču Fužine.
22. septembra 2013 je bila na linijah 20 in 20Z ponovno spremenjena trasa. Zaradi nove prometne ureditve na Slovenski cesti je bila trasa linij speljana po Dalmatinovi oz. Tavčarjevi ulici in Ilirski ulici do Hrvatskega trga. Zaradi tega se je vozni čas avtobusov skrajšal za približno deset minut.. Že po osmih dneh obratovanja pa so 30. septembra zaradi nasprotovanja potnikov traso linij ponovno preusmerili preko Poljan; tako sedaj avtobusi pri Pegleznu zavijejo na Kopitarjevo ulico in se preko Zmajskega mostu ter Resljeve ceste vključijo na novi del trase. S tem je linija 20 prevzela traso, ki je bila leta 2007 namenjena linijam 11 in 11B. Do spremembe trase linij 20 in 20Z se je z linijama prepeljalo okoli 9.000.000 potnikov letno.

## Trasa
Linija 20
- smer NOVE STOŽICE P+R – FUŽINE P+R: Vojkova cesta - Linhartova cesta - Dunajska cesta - Slovenska cesta - Dalmatinova ulica - Komenskega ulica - Resljeva cesta - Zmajski most - Kopitarjeva ulica - Poljanska cesta - Roška cesta (Fabianijev most) - Zaloška cesta - Pot na Fužine - Nove Fužine - Chengdujska cesta.
- smer FUŽINE P+R – NOVE STOŽICE P+R: Chengdujska cesta - Nove Fužine - Pot na Fužine - Zaloška cesta - Roška cesta (Fabianijev most) - Poljanska cesta - Kopitarjeva ulica - Zmajski most - Resljeva cesta - Komenskega ulica - Tavčarjeva ulica - Slovenska cesta - Dunajska cesta - Linhartova cesta - Vojkova cesta.

Linija 20Z
- smer NOVE STOŽICE P+R – ZALOG: Vojkova cesta - Linhartova cesta - Dunajska cesta - Slovenska cesta - Dalmatinova ulica - Komenskega ulica - Resljeva cesta - Zmajski most - Kopitarjeva ulica - Poljanska cesta - Roška cesta (Fabianijev most) - Zaloška cesta - Pot na Fužine - Nove Fužine - Chengdujska cesta - Zaloška cesta - Agrokombinatska cesta - Industrijska cesta.
- smer ZALOG – NOVE STOŽICE P+R: Industrijska cesta - Agrokombinatska cesta - Zaloška cesta - Chengdujska cesta - Nove Fužine - Pot na Fužine - Zaloška cesta - Roška cesta (Fabianijev most) - Poljanska cesta - Kopitarjeva ulica - Zmajski most - Resljeva cesta - Komenskega ulica - Tavčarjeva ulica - Slovenska cesta - Dunajska cesta - Linhartova cesta - Vojkova cesta.

## Režim obratovanja
Linija obratuje vse dni v letu, tj. ob delavnikih, sobotah, nedeljah in praznikih. Avtobusi najpogosteje vozijo ob delavniških prometnih konicah.
Ob nedeljah in praznikih obratuje izpeljanka omenjene linije, in sicer:
- Linija 20Z NOVE STOŽICE P+R – ZALOG, ki obratuje med 5.20 in 22.35 v intervalu na 20 - 30 minut.

### Preglednice časovnih presledkov v minutah
| št. | ura           | 1.9. - 25.6. | 26.6. - 31.8. |
| --- | ------------- | ------------ | ------------- |
| 20  | 4.59 - 6.00   | 20           | 20            |
| 20  | 6.00 - 6.30   | 12           | 18            |
| 20  | 6.30 - 7.30   | 10-11        | 17            |
| 20  | 7.30 - 9.20   | 15           | 20            |
| 20  | 9.20 - 12.10  | 17           | 20            |
| 20  | 12.10 - 14.30 | 15           | 20            |
| 20  | 14.30 - 16.00 | 11-13        | 17            |
| 20  | 16.00 - 17.00 | 15           | 20            |
| 20  | 17.00 - 17.45 | 15           | 20            |
| 20  | 17.45 - 19.10 | 17           | 20            |
| 20  | 19.10 - 21.00 | 18           | 20            |
| 20  | 21.00 - 22.35 | 20           | 20            |

| št. | ura           | vse leto |
| --- | ------------- | -------- |
| 20  | 5.00 - 8.00   | 25       |
| 20  | 8.00 - 9.00   | 20       |
| 20  | 9.00 - 19.00  | 25       |
| 20  | 19.00 - 20.00 | 25       |
| 20  | 20.00 - 21.00 | 18       |
| 20  | 21.00 - 22.35 | 25       |

| št. | ura           | vse leto |
| --- | ------------- | -------- |
| 20Z | 5.20 - 9.00   | 30       |
| 20Z | 9.00 - 16.30  | 30       |
| 20Z | 16.30 - 20.00 | 20       |
| 20Z | 20.00 - 22.35 | 20-25    |

- Opisani intervali veljajo v času normalnih prometnih razmer. V primeru nesreč, zastojev, zaprtih cest se zamude zaradi sorazmerno kratkih intervalov hitro povečujejo.

- V času prireditev v Športnem parku Stožice imata liniji št. 20 in 20Z predvidljiv stalni obvoz zaradi enosmerne Vojkove ceste, in sicer z obračališča Nove Stožice preko severne obvoznice po Štukljevi cesti, levo na Dunajsko cesto, levo na Baragovo ulico, desno na Vojkovo ulico ter naprej po redni trasi v smeri centra.